# イェール式
イェール式（イェールしき、Yale Romanization）は、アジア言語をラテン文字化する方法の一つ。北京官話（標準中国語・普通話）、広東語、朝鮮語、日本語の4言語に対するローマ字化の方法を規定している。中国語バージョンは、第二次世界大戦中に、アメリカ陸軍が使用するために作成された。4言語を対象にしているが、各言語のラテン文字化の方法の関連性は薄く、同じラテン文字が同じ音を表しているわけではない。
イェール式は、かつては米国で学生への教育目的で使用されたが、広東語教育以外、現在は使用されなくなってきており、学術分野において残っているのみである。例えば標準中国語の教育においては、現在では、イェール式に代わり漢語拼音が使用されるようになっている。

## 日本語
JSLローマ字はエレノア・ジョーデンの「Japanese: The Spoken Language」（1987年）で提案されたローマ字表記法で、非日本語話者が日本語を学ぶ際に用いられる。概ね訓令式に準じているものの、長音を大文字の場合に限らず二重母音で表す点が異なる（例えば東京は「Tookyoo」と表記する）。

## 北京官話
1943年にイェール大学のジョージ・A・ケネディによって考案された。
もともとは、米国兵士が戦場で中国軍との意思疎通をはかるために開発された。当時はウェード・ジャイルズ式が一般的なローマ字化手法であったが、新兵用に、英語の綴り方を用いて中国語の音を表すことを考慮して、新たに開発された。イェール式では、有気音を表す記号がアポストロフィーのように見えるなどのウェード式による主な誤読を取り除くことができた。

## 広東語
広東語においては、イェール式は今でも初学者向けの書籍や辞書などで利用されている。イェール粤語拼音も参照。

### 声母
| b [p]   | p [pʰ]   | m [m]  | f [f] |
| d [t]   | t [tʰ]   | n [n]  | l [l] |
| g [k]   | k [kʰ]   | ng [ŋ] | h [h] |
| j [ts]  | ch [tsʰ] | s [s]  |       |
| gw [kw] | kw [kʰw] | y [j]  | w [w] |

### 韻母
| a [a]  | aai [ai] | aau [au] | aam [am] | aan [an] | aang [aŋ] | aap [ap] | aat [at] | aak [ak] |
|        | ai [ɐi]  | au [ɐu]  | am [ɐm]  | an [ɐn]  | ang [ɐŋ]  | ap [ɐp]  | at [ɐt]  | ak [ɐk]  |
| e [ɛ]  | ei [ei]  |          |          |          | eng [ɛŋ]  |          |          | ek [ɛk]  |
| i [i]  |          | iu [iu]  | im [im]  | in [in]  | ing [ɪŋ]  | ip [ip]  | it [it]  | ik [ɪk]  |
| o [ɔ]  | oi [ɔi]  | ou [ou]  |          | on [ɔn]  | ong [ɔŋ]  |          | ot [ɔt]  | ok [ɔk]  |
| u [u]  | ui [ui]  |          |          | un [un]  | ung [ʊŋ]  |          | ut [ut]  | uk [ʊk]  |
| eu [œ] |          | eui [ɵy] |          | eun [ɵn] | eung [œŋ] |          | eut [ɵt] | euk [œk] |
| yu [y] |          |          |          | yun [yn] |           |          | yut [yt] |          |
|        |          |          | m [m̩]    |          | ng [ŋ̩]    |          |          |          |

### 声調
広東語には、九つの声調があり、入声を除くと、六つの音が純粋にトーンだけで弁別されている。イェール式では、声調記号とhを用いて声調をあらわす。
| 番号 | 声調名       | イェール式による表記 | イェール式による表記 | イェール式による表記 |
| ---- | ------------ | -------------------- | -------------------- | -------------------- |
| 1    | high-flat    | sī                   | sīn                  | sīk                  |
| 1    | high-falling | sì                   | sìn                  |                      |
| 2    | mid-rising   | sí                   | sín                  |                      |
| 3    | mid-flat     | si                   | sin                  | sik                  |
| 4    | low-falling  | sìh                  | sìhn                 |                      |
| 5    | low-rising   | síh                  | síhn                 |                      |
| 6    | low-flat     | sih                  | sihn                 | sihk                 |

- 声調記号を用いずに、声調の番号を記述することも行われる。
- 現代の広東語では、high-flatとhigh-fallingは弁別されなくなっているので、同じ声調番号となっている。

### 例
| 繁体字 | 簡体字 | 声調記号を用いたラテン文字表記 | 声調番号を用いたラテン文字表記 |
| ------ | ------ | ------------------------------ | ------------------------------ |
| 廣州話 | 广州话 | gwóng jàu wá                   | gwong2 jau1 wa2                |
| 粵語   | 粤语   | yuht yúh                       | yut6 yu5                       |
| 你好   | 你好   | néih hóu                       | nei5 hou2                      |

## 朝鮮語
朝鮮語におけるイェール式は、イェール大学のサミュエル・マーティンらによって、マッキューン＝ライシャワー式の5年ほど後に作成された。 現在でも、主に言語学者の間では、標準的なローマ字化の手法として使用されている。朝鮮語におけるイェール式は、単語間の形態素の構造をあらわすことに主眼を置いており、この点が現在主流になっているマッキューン＝ライシャワー式や文化観光部2000年式などの方法との違いである。これらの主流な方法は、通常、単語全体についての発音を表現することができるが、ローマ字化したものから形態素については知ることができないので、言語学的な使用をするには不適である。形態素に関する性質からは、イェール式は北朝鮮の書法である朝鮮語新綴字法と似ているともいえる。
イェール式は、それぞれの形態音素的な要素（通常、ハングルの字母に対応する）を、文脈によらず常に同じローマ字で表す。ただし例外として、ㅜ (RR u) と ㅡ (RR eu) は両唇音のあとでは常に u で表記する。その他の環境では、ㅜ (RR u) は二重字 wu で表す。
文字 q は、ハングルの正書法では表記されない n/l 音挿入および濃音化を表す：
- 할 일 halq il /hallil/
- 할 것 halq kes /halkket/
- 글자 kulqca /kulcca/

文字の組み合わせが曖昧性を生じるときは、ピリオドによって音節境界を示す。ピリオドは音変化を示すなど他の目的でも使われる：
- 늙은 nulk.un “old”
- 같이 kath.i /kachi/ “together”; “like”, “as” etc.

母音字の上のマクロンは、方言や古い発音における長母音を示すのに用いられる：
- 말 māl “word(s)”
- 말 mal “horse(s)”

なお、弁別素性としての母音の長さやピッチアクセントは、少なくとも若いソウル方言話者のあいだでは20世紀後期に消滅した。
上付き文字は、韓国の正書法および標準的発音では消失する子音を表すのに用いる。例えば、韓国の正書法の 영 (RR yeong) は次のようにローマ字化される：
- yeng（初頭子音の脱落がない場合）
例：영어 (英語) yenge
- lyeng（初頭の l (ㄹ) が韓国の標準的発音で脱落するか n (ㄴ) に変化している場合）
例：영[=령]도 (領導) lyengto; 노[=로]무현 (盧武鉉) lNo Muhyen
- nyeng（初頭の n (ㄴ) が韓国の標準的発音で脱落している場合）
例：영[=녕]변 (寧邊) nYengpyen

母音の長さやピッチ、消失した子音が示されることで、イェール式ローマ字は、韓国のハングルの正書法に比べ、ある語が方言でどのように発音されるか予測しやすくなっている。
中期朝鮮語に対しては別個の規則がある。例えば、現代語のローマ字化では o は ㅗ (RR o) に対応するが、中期朝鮮語では ㆍ (アレア、아래아) を意味し、ㅗ は wo と翻字される。Martin (1992) は中期朝鮮語や、その他 1933 年のアレア放棄以前の文章のローマ字化はイタリックで表記し、現代語はボールドで表記している。